# Manuela d'Ávila
Manuela d'Ávila, nome completo Manuela Pinto Vieira d'Ávila (Porto Alegre, 18 agosto 1981), è una giornalista, politica e scrittrice brasiliana, iscritta al Partito Comunista del Brasile (PCdoB), deputata federale del Rio Grande do Sul tra il 2007 e il 2015, deputata statale dal 2015 al 2019 e candidata alla vicepresidenza della Repubblica alle elezioni del 2018.
Si è candidata tre volte a sindaco della capitale del Rio Grande do Sul. La prima volta, nel 2008, è arrivata terza. Nel secondo tentativo, nel 2012, è giunta seconda, venendo sconfitta al primo turno da José Fortunati. Nella terza, nel 2020, è stata sconfitta al secondo turno da Sebastião Melo. Nel 2017, è stata nominata dal suo partito come pre-candidata alla presidenza per le elezioni del 2018. Tuttavia, si è ritirata dalla candidatura ed è stata scelta da Fernando Haddad, del Partito dei Lavoratori, come sua candidata alla vicepresidenza. Al secondo turno, la coppia è stata sconfitta da Jair Bolsonaro e Hamilton Mourão.

## Biografia
Manuela d'Ávila è nata a Porto Alegre nel 1981, figlia della giudice Ana Lúcia Pinto Vieira e dell'ingegnere e professore all'Università Federale di Pelotas, Alfredo Luís Mendes D'Ávila; ha quattro fratelli: Luciana, Carolina, Mariana e Fernando. Per via del lavoro della madre, durante la sua infanzia la sua famiglia ha traslocato varie volte, vivendo a Estância Velha, São Lourenço do Sul, Pedro Osório e Rio Grande, per poi ritornare a Porto Alegre solo a quattordici anni.
Si è laureata in giornalismo presso la Pontifícia Universidade Católica do Rio Grande do Sul. Sebbene non lo abbia completato, ha studiato anche Scienze Sociali presso l'Università Federale del Rio Grande do Sul.  Marxista e attivista contro il razzismo, ha iniziato a fare politica nel movimento studentesco nel 1999 e nello stesso anno è entrata nell'União da Juventude Socialista (UJS), sezione giovanile del Partito Comunista del Brasile, al quale ha aderito nel 2001. Dal 2001 al 2003 ha fatto parte della direzione nazionale dell'UJS e della vicepresidenza sud dell'Unione Nazionale degli Studenti (UNE).

### Carriera politica

#### Consigliera di Porto Alegre

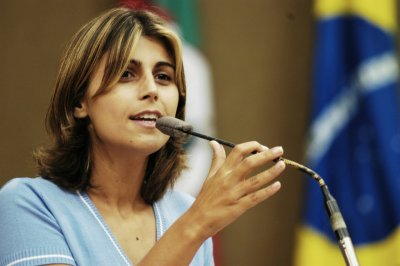
Manuela d'Avila come consigliera di Porto Alegre

Nelle elezioni comunali del 2004 è stata eletta consigliera di Porto Alegre con 9.498 voti, ovvero l'1,19% dei voti validi, diventando la consigliera più giovane nella storia del comune. In qualità di consigliera, ha presentato il disegno di legge 9.989/06, sul diritto della  metà prezzo per gli studenti, ordine del giorno difeso in una campagna e piattaforma dell'Unione Nazionale degli Studenti. La legge garantisce agli studenti iscritti ad alcuni istituti di istruzione regolare e ai giovani fino ai quindici anni il diritto alla metà del prezzo per le attività culturali, sportive e cinematografiche.

### =Deputato federale
Nelle elezioni statali del 2006 è stata candidata a deputata federale per il PCdoB del Rio Grande do Sul. È stata eletta con 271.939 voti, rendendola la candidata con più voti nello stato alle elezioni di quell'anno.  Uno dei suoi progetti da deputata era una sostituzione, presentata insieme alla deputata Átila Lira (PSB-PI), che regolamentava i tirocini nell'istruzione superiore e tecnica. Secondo Manuela, era necessario aggiornare la legge sui tirocini, soprattutto per adeguarla alle proposte pedagogiche delle università elaborate nell'ultimo decennio. La normativa precedente (legge 6.494/77) era stata redatta prima della Costituzione del 1988. 
Nel 2010 si è candidata nuovamente alla carica di deputato federale, ricevendo 482.590 voti, pari all'8,06% dei voti validi, uno dei voti più alti nel Rio Grande do Sul e in Brasile. La sua performance ha contribuito a eleggere altri tre alleati: Assis Melo (PCdoB), José Luiz Stedile (PSB) e Alexandre Roso (PSB), che hanno ottenuto meno di cinquantamila voti ciascuno. Nel novembre 2010 le è stato proposto di assumere la guida del Ministero dello Sport nel primo governo di Dilma Rousseff. Tuttavia, il presidente del PCdoB, Renato Rabelo, ha dichiarato che Manuela dovrebbe candidarsi alle elezioni del 2012 e che come ministro sarebbe stata impegnata con i Mondiali e le Olimpiadi. 

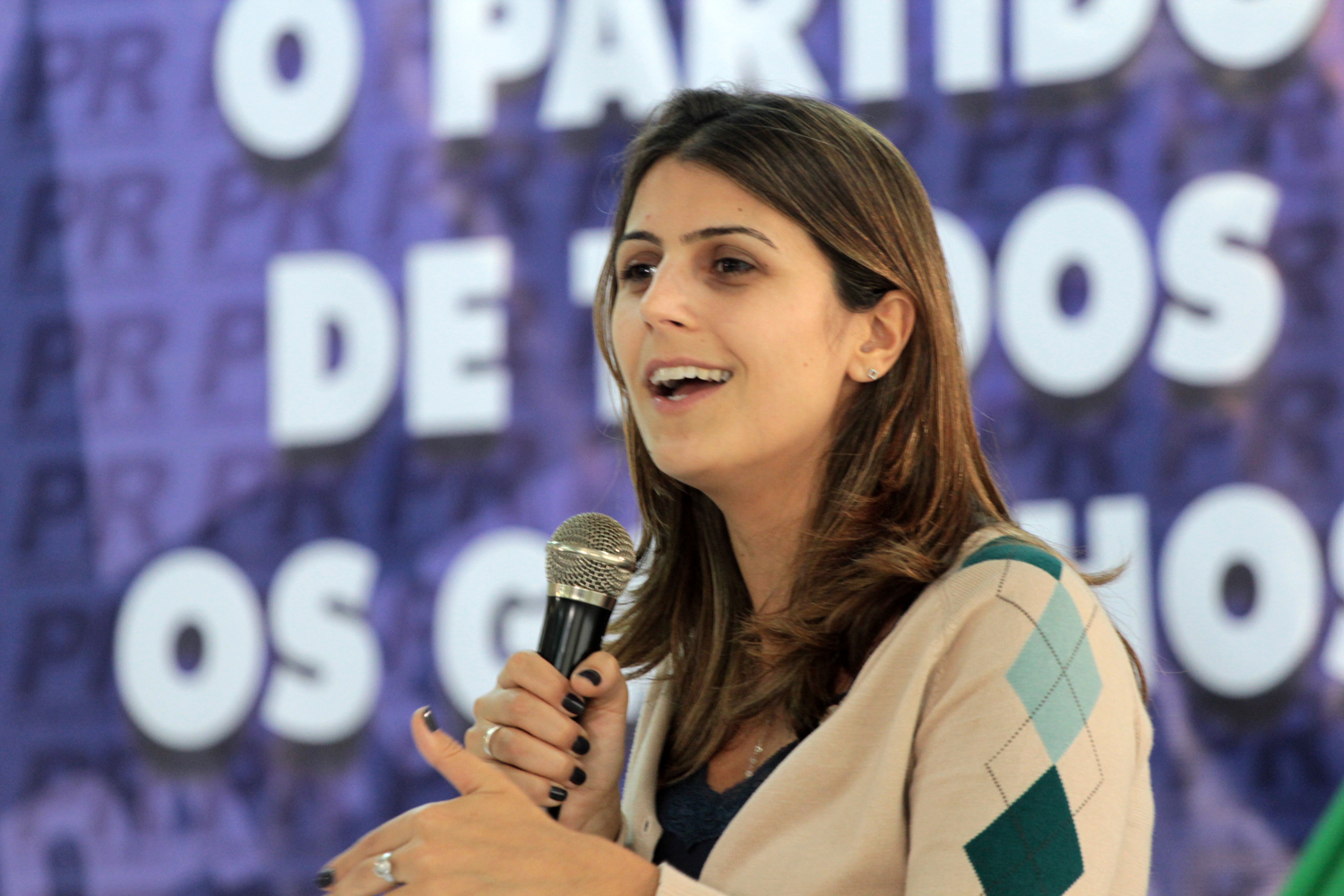
Manuela d'Ávila nel 2012

Nel 2011 ha segnalato lo Statuto della Gioventù, legislazione che garantisce diritti e doveri ai giovani brasiliani. Lo statuto includeva questioni considerate controverse, come l'uguaglianza nell'orientamento sessuale. Lo statuto è stato approvato alla Camera dei Deputati il 5 ottobre 2011, e al Senato Federale il 15 febbraio 2012. 
Nel corso del 2011 ha presieduto la Commissione Diritti Umani e Minoranze della Camera dei Deputati. In questa posizione, ha chiesto l'uscita del deputato Jair Bolsonaro dalla commissione, appoggiato dal ministro dei Diritti umani, Maria do Rosário. Nel 2013 è stata scelta come leader del suo partito alla Camera dei Deputati. 
Nel 2013 è stata candidata, per il quinto anno consecutivo, al Premio Congresso em Foco. Per il secondo anno, si è classificata nella categoria “parlamentare del futuro”, composta dai parlamentari di età inferiore ai 45 anni che meglio rappresentavano la popolazione al Congresso. È stata nominata dal DIAP uno dei cento parlamentari più influenti del congresso, detti anche "capi del congresso", ed è stata tra i trenta più influenti dalla rivista Veja e tra i cento brasiliani più influenti dalla rivista Época nel 2011.

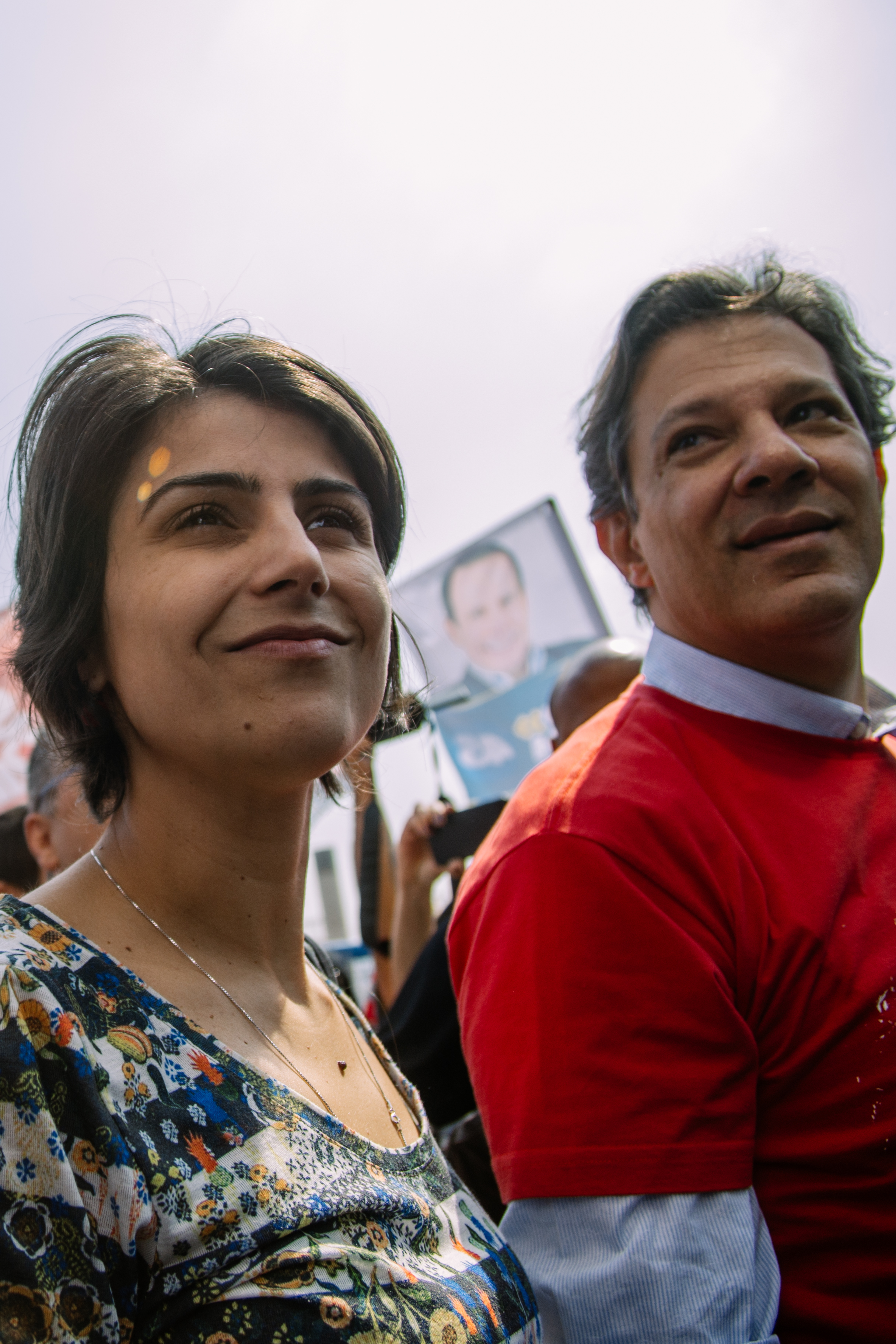
Fernando Haddad e Manuela d'Ávila durante la campagna elettorale del settembre 2018.

L'11 settembre 2018, con la decisione della Corte Superiore Elettorale di respingere la candidatura di Lula, il PT ha ufficializzato la candidatura di Fernando Haddad alla presidenza e Manuela d'Ávila alla vicepresidenza per le elezioni generali di quell'anno, vinte poi dall'avversario Jair Bolsonaro. In questo periodo, Manuela è stata oggetto di molte fake news.

## Vita privata
È sposata con il cantante Duca Leindecker, leader del gruppo Cidadão Quem. La loro prima figlia è nata il 27 agosto 2015 e si chiama Laura.

## Scritti
- Revolução Laura: Reflexões sobre maternidade e resistência. Editora Belas Letras, 2019. ISBN 9788581744766
- Por que lutamos?: Um livro sobre amor e liberdade. Editora Planeta, 2019. ISBN 9788542217704
- E Se Fosse Você?: Sobrevivendo às redes de ódio e fake news. Editora Instituto E Se Fosse Você, 2020.
- Rede de Mentiras e de ódio: E se o alvo fosse você?. Editora Instituto E Se Fosse Você, 2021.